# Adiós, gringo
Adiós, gringo es una película hispanofrancoitaliana de 1966 con actuación de Giuliano Gemma, y perteneciente al subgénero del spaghetti western.

## Argumento
Brent Landers compra ganado a un tipo que le engaña vendiéndole unas reses que no son suyas, pero el verdadero dueño del ganado le acusa de habérselo robado, y en un duelo, Landers le mata. El pueblo quiere lincharlo, pero él huye y promete volver para demostrar su inocencia. La viuda ofrece una recompensa por Landers. Él empieza a perseguir al hombre que le engañó y encuentra a una chica que ha sido raptada, violada y agredida por unos delincuentes, estando el que engañó a Landers entre ellos. La devuelve al pueblo, pero surgen complicaciones con la ley y los delincuentes...